# Frauenfußballnationalmannschaft der DDR
Die Frauenfußballnationalmannschaft der DDR repräsentierte die Deutsche Demokratische Republik und bestritt während ihres Bestehens von 1989 bis 1990 lediglich ein Länderspiel. Sie war dem Deutschen Fußball-Verband unterstellt und gegründet worden, um den aufstrebenden DDR-Frauenfußball die zustehende Anerkennung zukommen zu lassen.

## Entstehungsgeschichte / Spielerinnen
siehe: Nationalmannschaft

## Länder-/Freundschaftsspiele
Das einzige Länderspiel absolvierte die Mannschaft am 9. Mai 1990 im Potsdamer Stadtteil Babelsberg gegen die Nationalmannschaft der Tschechoslowakei.
In der Aufstellung
Annett Viertel – Kathrin Hecker – Petra Weschenfelder (Heidi Vater; 70.), Heike Hoffmann, Sybille Lange –
Carmen Weiß (Heike Ulmer; 46.), Katrin Prühs, Sybille Brüdgam  – Katrin Baaske (Sabine Berger; 60.), Dana Krumbiegel, Doreen Meier
wurde das Spiel vor etwa 800 Zuschauern im Karl-Liebknecht-Stadion mit 0:3 verloren.
Im Juli 1990 erfolgten noch Freundschaftsspiele während eines Turniers in Frankreich und im Oktober, diesmal schon als Auswahl des Nordostdeutschen Fußballverbandes, ein Spiel gegen eine Auswahl des Bayerischen Fußball-Verbandes.